# Allyson Flynn
Allyson Flynn (* 17. März 1982) ist eine ehemalige australische Fußballschiedsrichterassistentin.
Flynn war unter anderem Schiedsrichterassistentin bei der Weltmeisterschaft 2011 in Deutschland (als Assistentin von Jacqui Melksham), bei der U-20-Weltmeisterschaft 2014 in Kanada, bei der Weltmeisterschaft 2015 in Kanada (als Assistentin von Anna-Marie Keighley), beim olympischen Fußballturnier 2016 in Rio de Janeiro (als Assistentin von Ri Hyang-ok) und beim Algarve-Cup 2017. Insgesamt leitete Flynn sechs WM-Spiele bei zwei Weltmeisterschaften.
Das olympische Fußballturnier 2012 in London verpasste Flynn verletzungsbedingt. 2013 wurde sie AFC Assistant Referee of the Year. Ihre Vorbilder waren Tammy Ogston und Sarah Ho.